# Fujiwara no Ietada
Fujiwara no Ietada (藤原家忠, [ふじわら の いえただ] Erro: {{japonês}}: texto da transliteração contém caractere não latino (pos 1) (ajuda), 1062–1136), também conhecido como Kasannoin no Sadaijin, foi um membro da Corte no final do período Heian da história do Japão.

## Vida
Ietada foi o segundo filho de Fujiwara no Morozane e meio irmão de Moromichi. Ietada foi membro do Ramo Hokke do Clã Fujiwara e o fundador do Ramo Kasannoin.

## Carreira
Ietada serviu os seguintes Imperadores: Shirakawa (1074–1086), Horikawa (1087–1107), Toba (1107–1123) e Sutoku (1123–1136).
Em 1074, aos 12 anos, Ietada foi nomeado para servir no Kurōdodokoro, no governo do Imperador Shirakawa. Em 1075, na mesma época que seu pai tornou-se Daijō Daijin, foi transferido para a ala direita do Konoefu (Guarda do Palácio), com o posto de Shōshō (subcomandante). Concomitantemente em 1076 foi nomeado Ōmi Kai (governador da Província de Ōmi).
Em 1077, Ietada foi promovido a Uchūjō (Comandante da ala direita) do Konoefu, e concomitantemente em 1081 foi nomeado Sanuki Gonmamoru (governador provisório da Província de Sanuki).
Em 1082, aos 20 anos, Ietada entra para o Daijō-kan, com o posto de Sangi. Em 1083 foi promovido a Gonchūnagon (Chūnagon provisório); concomitantemente em 1084 é nomeado Nakamiya Dayu (encarregado do Escritório da Imperatriz).
Em 1085 Ietada é efetivado Chūnagon e concomitantemente em 1086 promovido a Chūjō (comandante) do Emonfu (Guarda das Fronteiras).
Em 1091, no governo do Imperador Horikawa, Ietada é promovido a Gondainagon (Dainagon provisório).
Em 8 de fevereiro de 1094, seu pai se aposenta de seus cargos, inclusive o de líder do Hokke Fujiwara — que foi passado para Moromichi; Horikawa concedeu-lhe a formação de um novo ramo, que passou a ser designado Kasannoin (uma referência a Kasan'noin dai, a residência onde seu sogro, Higashi Ichijōden, morava).
Em 1115, no governo do Imperador Toba, Ietada é efetivado Dainagon, e em 1122 é promovido a Udaijin.
Em 1131, no governo do Imperador Sutoku, Ietada é promovido a Sadaijin, cargo que ocupa até sua morte, em 1136.